# Rolf Gindorf
Rolf Gindorf (ur. 14 maja 1939 w Kolonii, zm. 26 marca 2016) – niemiecki seksuolog. Należał także do Mensy.

## Życiorys
Ukończywszy filologię (romanistykę, anglistykę, iberystykę oraz arabistykę), Gindorf początkowo pracował jako tłumacz. Jednocześnie uczęszczał wieczorowo na zajęcia z ekonomii, prawa oraz nauk społecznych i został handlowcem, awansując po kolei aż do stanowiska prezesa i współudziałowca międzynarodowej firmy dostarczającej środki produkcji do firm na bliskim i dalekim wschodzie. Następnie rozpoczął karierę seksuologa, studiując seksuologię, socjologię i psychologię na Uniwersytecie w Düsseldorfie, Institute for Advanced Study of Human Sexuality w San Francisco (CA) oraz Maimonides University, Miami (FL; doktorat z seksuologii klinicznej). Jest profesorem w American Academy of Clinical Sexologists, Orlando (FL, U.S.A.).
Pracował w Instytucie Seksuologicznym dla Gejów i Lesbijek (Institut für Lebens- und Sexualberatung, DGSS) w Düsseldorfie, który założył w 1971 roku. Piastował stanowisko Prezydenta Założyciela, Prezydenta, Vice Prezydenta a następnie Honorowego Prezydenta DGSS. Jego głównym obszarem zainteresowań były: badania i pomoc dla osób homo- oraz biseksualnych, terapia, prewencja AIDS/HIV i konsultacje, teoretyczne podstawy seksuologii, pomoc przez internet. Od 1996 roku prowadził pierwszą w Niemczech stronę seksuologiczną, tłumaczoną równolegle na język angielski.
Był autorem i współautorem ponad 60 publikacji seksuologicznych , w tym ośmiu książek (dwie po angielsku: Sexology Today. A Brief Introduction. Düsseldorf 1993, 141 pp.; Bisexualities. The Ideology and Practice of Sexual Contact with Both Men and Women. New York 1998, 270 pp., obie wspólnie z E. J. Haeberle) oraz dwóch serii książek.
Działalność międzynarodowa:
- Doradca naukowy w Centrum Badań Socjologii i Seksu w Szanghaju
- Członek World Association for Sexual Health (WAS)
- Członek European Federation of Sexology (EFS)
- Członek Society for the Scientific Study of Sexuality (SSSS)
- Członek Sexuality Information and Education Council of the United States (SIECUS)

Recenzent, członek komitetów redakcyjnych:
- Journal of Homosexuality and 'Sexuality and Culture'
- International Scientific Committees, XIII. (1997, Valencia)
- International Scientific Committees, XIV. (1999, Hongkong)
- World Congress of Sexology (2002)
- 6th Congress of the European Federation of Sexology (2002, Limassol/Cyprus)

## Życie prywatne
"Wyoutowany" od ponad 50 lat. Zawsze żył w stałych związkach. Od 1977 roku związany z Wolfgangiem Gindorfem, z domu Christaens, urodzonym w 1956 roku. Wspólnie pozywali państwo w sprawie prawa gejów i lesbijek do związków małżeńskich, docierając aż do Niemieckiego Sądu Najwyższego (Bundesverfassungsgericht). Początkowo bezskutecznie, jednak Sąd Najwyższy orzekł, że parlament niemiecki powinien jakoś uregulować prawnie związki osób tej samej płci. 1 sierpnia 2001 uchwalono Ustawę o Związkach Partnerskich, dającą prawie te same prawa co małżonkom, tylko pod inną nazwą. Weszła ona w życie 1 września 2001, po uchwaleniu niezbędnych rozporządzeń krajów związkowych. Rolf i Wolfgang Gindorf byli pierwszą gejowską parą, która stanęła na ślubnym kobiercu w Nord-Rhein Westfalii. Ich długa walka o równe prawa została uwieńczona sukcesem. W końcu wzięli ślub na kilka miesięcy przed srebrną rocznicą ich związku.